# 임욱 영정각
임욱 영정각은 충청남도 아산시 영인면에 있다. 2006년 3월 7일 아산시의 향토문화유산 제15호로 지정되었다.

## 개요
전라좌수사를 지낸 임욱(任?, 1680~1736)의 영정을 모신 건물이다. 영정은 1728년(영조4) 이인좌의 난이 일어나자 안성-죽산전투에서 공을 세워 분무원종공신(奮武原從功臣)에 1등으로 책봉되어 하사 받은 것이다. 영정은 원래 영인면 월선리 종손가에서 보관하며 제사때마다 활용하던 것을 1978년 영정각을 지어 임욱과 아버지 임수창, 아들 임재대 3대를 함께 모시고 있다.